# Sunfield
Sunfield é uma vila localizada no estado americano de Michigan, no Condado de Eaton.

## Demografia
Segundo o censo americano de 2000, a sua população era de 591 habitantes.
Em 2006, foi estimada uma população de 590, um decréscimo de 1 (-0.2%).

## Geografia
De acordo com o United States Census Bureau tem uma área de
1,7 km², dos quais 1,7 km² cobertos por terra e 0,0 km² cobertos por água.

## Localidades na vizinhança
O diagrama seguinte representa as localidades num raio de 16 km ao redor de Sunfield.